# Proletarische Literatur
Proletarische Literatur (japanisch プロレタリア文学, Puroretaria bungaku) ist eine Gattung innerhalb der japanischen Literatur, die individualistische Literatur ablehnte und an Sozialismus und Kommunismus anknüpfte. Sie begann 1921 mit Gründung der Zeitschrift Tanemakuhito und endete 1934 mit Auflösung der Autorenliga NARP.

## Entwicklung

### Vorläufer: Sozialistische Literatur und Arbeiterliteratur
Als Vorläufer der proletarischen Literatur gelten:
- die sozialistische Literatur von 1910er bis 1930er
- die Taishō Rōdō Bungaku (Taishō-Arbeiterliteratur) der zweiten Hälfte der 1910er-Jahre, die sich aus Autoren zusammensetzte, die Arbeitserfahrungen an Ort und Stelle gesammelt hatten. Typisch sind:
  - Miyajima Sukeos Kōfu (Der Bergarbeiter) und
  - Miyaji Karokus Hōrōsha Tomizō
- Werke, die mit der sogenannten Taishō-Demokratie zusammenhängen und beispielsweise Armeeerfahrungen schildern
- der Bund japanischer Sozialisten, der im Dezember 1920 gegründet wurde, sich aber bald darauf auf Druck der Regierung wieder auflösen musste

### Phase 1: Die ZeitschriftTanemakuhito
Komaki Ōmi und Kaneko Yōbun publizierten ab 1921 die Zeitschrift Tanemakuhito (Der Sämann), die als internationaler Ableger der Clarté-Bewegung gilt, und versuchten, eine Literatur zu schaffen, die mit einer Reform der Gesellschaftslage zusammenhing. Hoch geschätzt waren ihre Tanemaki Zakki (Saatnotizen), die verschiedene Tragödien aufzeichneten, die anlässlich des Kantō-Erdbebens 1923 aufgetreten waren. Doch schon kurz nach dem Erdbeben wurde die Zeitschrift eingestellt.

### Phase 2: Die ZeitschriftLiteraturfrontund die Zeit der Spaltungen
1924 erfolgte eine Neuformierung mit der Zeitschrift Bungei Sensen (Literaturfront), die vorerst zur zentralen Zeitschrift der neuen proletarischen Literatur wurde. Hirabayashi Hatsunosuke und Aono Suekichi argumentierten von theoretischer Seite aus. Besonders Aonos Artikel „‚Shirabeta‘ Geijutsu“ („‚Recherchierte‘ Kunst“) motivierte die Autoren. Sie sollten nicht nur selbst Erlebtes schildern, sondern aktiv nachforschen. Beispielsweise durch Besuche in Fabriken oder Bauernhöfen, wie es Nakano forderte. Es traten neue Schriftsteller auf wie Hayama Yoshiki mit Inbaifu (Prostituierte) oder Kuroshima Denji mit Tongun (Schweineherde).
Am 6. Dezember 1925 erfolgte die Gründung eines ersten Verbandes: die Puroren (Nihon Puroretaria Bungei Renmei; Japanische Proletarische Literaturliga).
Zu dieser Zeit entstanden besonders in der Politik Konfrontationen von Sozialdemokratie und Kommunismus, aber auch im Lager der proletarischen Literatur entwickelten sich Gegensätze:
- 1927 wurde die Puroren in Purogei umbenannt, die fortan auch die Hauptrichtung darstellte.
  - Bezeichnung: Purogei, Nihon Puroretaria Geijutsu Renmei (Japanische Proletarische Kunstliga)
  - Zeitschrift: Puroretaria Geijutsu
  - Wichtige Mitglieder: Nakano Shigeharu
- Im Juni dieses Jahres spaltete sich die sozialdemokratische Rōgei von der marxistisch geprägten Purogei ab.
  - Bezeichnung: Rōgei, Rōnō Geijutsuka Renmei (Arbeiter- und Bauernkünstler-Liga)
  - Zeitschrift: Literaturfront
  - Wichtige Mitglieder: Hayama Yoshiki
- Im November erfolgte eine weitere Abspaltung: Aus der kurz davor gegründeten Rōgei bildete sich die Maegei.
  - Bezeichnung: Maegei, Zenei Geijutsuka Dōmei (Avantgarde-Künstlerliga)
  - Zeitschrift: Zen'ei
  - Wichtige Mitglieder: Kurahara Korehito

Als Kurahara 1928 versuchte, diese Situation zu überwinden, forderte er die Gründung eines Zusammenschlusses, bei dem die bestehenden Organisationen so blieben wie bisher. Daher wurde am 13. März der Nihon Sayoku Bungeika Sōrengō (Verband linker japanischer Schriftsteller) gegründet. Aber die Rōgei zeigte gegenüber diesem Aufruf kein Interesse an einer aktiven Teilnahme. Das hängt auch mit der gleichgültigen Haltung zusammen, die die Rōgei gegenüber dem Zusammenschluss von Purogei und Maegei annahm.

### Phase 3: NAPF/KOPF und die Zeit der Repression
Kurz nach den Massenverhaftungen des 15. März-Zwischenfalls fusionierten Purogei und Maegei und gründeten die NAPF.
- Bezeichnung: NAPF, Zennihon Musansha Geijutsu Renmei (Alljapanische Proletarische Kunstliga)
- Zeitschrift Senki (Kriegsflagge)
- Wichtige Mitglieder: Kobayashi Takiji, Tokunaga Sunao

Dass die NAPF Autorität hatte, lag an den beiden aufstrebenden Autoren Kobayashi Takiji und Tokunaga Sunao. In Serie veröffentlichte Takiji die Kurzromane Senkyūhyakunijūhachinen sangatsu jūgonichi („15. März 1928“) und Kanikōsen (Krabbenschiff), darauf den Roman Taiyō no nai machi (Die Straße ohne Sonne) und machte die Senki zur typischen Zeitschrift proletarischer Literatur. Daher gab es Autoren wie Kurojima Denji, die von der Literaturfront zur Kriegsflagge wechselten, und auch Schriftsteller wie Miyamoto Kenji traten dem Bündnis bei, der mit „Haiboku“ no Bungaku (Literatur der „Niederlage“), das sich mit den aus der Sowjetunion nach Japan zurückgekehrten Miyamoto Yuriko und Akutagawa Ryūnosuke beschäftigte, von der Literaturkritik der Zeitschrift Kaizō (Neugestaltung) einen Preis gewonnen hatte. Zwar waren zu dieser Zeit auch auf Seite der Literaturfront zuverlässige Autoren tätig wie Iwatō Yukio oder Itō Einosuke, aber prägend war das Verhältnis als Schüler und Meister, das den Daisaku-Zwischenfall auslöste (das Verfassen von Texten für jemand anderen), was auch eine Ursache dafür war, warum die Rōgei mit ihrer Literaturfront keinen Ruf wie den der NAPF mit ihrer Kriegsflagge erlangte.
Kurahara, der 1930 heimlich in die Sowjetunion gereist war und an einer Konferenz der Profintern teilgenommen hatte, schlug nach seiner Rückkehr 1931 eine Popularisierung der Literatur-Organisationen vor. Das war ein Versuch, in Fabriken und Dörfern Literaturkreise zu bilden, und sie in eine Quelle neuer Autoren und Leser zu verwandeln. Es gab Kritik an dieser Organisierung, aber am 12. November 1931 wurde die NAPF aufgelöst und am 27. November als KOPF neu gegründet, in der es auch Strukturen für andere Kunstgenres gab.
- Bezeichnung: KOPF, Nihon Puroretaria Bungaku Renmei (dt. Japanische Proletarische Kulturliga)
- Literaturorganisation innerhalb der KOPF: NARP, Nihon Puroretaria Sakka Dōmei (Japanische Proletarische Autorenliga)

Auf diese Weise veröffentlichten Schriftsteller, die Ansichten über Sozialreformen vertraten, verschiedene Werke, aber durch Aufkommen des Faschismus, ferner durch das Gesetz zur Aufrechterhaltung der öffentlichen Sicherheit und die Geheimpolizei Tokkō waren sozialistische und kommunistische Anschauungen erheblichem Druck ausgesetzt. Am 20. Februar 1933 starb Kobayashi Takiji in der Tsukiji-Polizeiwache, und während die Mitglieder der Kommunistischen Partei einer nach dem anderen mittels Tenkō ihre Ansichten widerriefen, ging auch die Arbeiterliteratur schrittweise zurück. Bereits 1932 war die Rōgei aufgelöst worden, und im Februar 1934 verkündete das NARP ebenso seine Auflösung, was das Ende der proletarischen Literaturbewegung bedeutete.

### Nachfolger: Demokratische Literatur
Während die einzelnen Schriftsteller unterschiedlich reagierten, zum Beispiel mit Aufgabe der proletarischen Literatur wie Hayashi Fusao, mit einer Verdeutlichung des Willens zum Tenkō wie Nakano Shigeharu oder mit der Fortsetzung der Sozialreform wie Miyamoto Yuriko, befassten sie sich alle mit der Kriegszeit. Aber als sich der Krieg in großem Umfang entfaltet hatte, wurde es unmöglich, dem Zeitgeist gegenüber kritische Werke zu veröffentlichen. Viele Leute, die so über sich nachdachten und nach dem Krieg an der proletarischen Literaturbewegung festhielten, wünschten sich erneut eine Literatur, die den Fortschritt der Gesellschaft beobachten sollte, was zu einer Stütze der demokratischen Literaturbewegung wurde. Nach dem Krieg gründeten sie daher die Literaturgesellschaft Neues Japan.

## Über die Bezeichnung
Übrigens ist Proletarier ein Wort, das auf die Schicht der Lohnarbeiter und Besitzlosen hinweist. Daher wäre proletarische Literatur etwas, das in die Literatur der Arbeiter übersetzen kann, aber in Japan wurde auf Literatur verwiesen, die vom revolutionären sozialistischen oder kommunistischen Standpunkt aus geschrieben war, und die Schicht, aus der der Verfasser stammte, wurde nicht zum Thema gemacht, wie bei Nakano Shigeharu, der die Universität Tokyo absolviert hatte, dessen Vater zur Schicht der Intellektuellen gehörte und der als Stütze proletarischer Literatur anerkannt war.
(In anderen Ländern gab man solchen Werken den Namen revolutionäre Literatur.) Aber weil vor dem Krieg Druck auf die Veröffentlichungen ausgeübt wurde, war es nicht möglich, Wörter wie „Revolution“ in dieser Weise zu formulieren.
Die Bezeichnung revolutionäre Literatur konnte auch in der Zeit nach dem Krieg nicht verwendet werden, weil die Meinungsfreiheit durch die Besatzungstruppen eingeschränkt war (Kuroshima Denjis Busōseru Shigai (Militarisierte Straßen) wurde vom GHQ verboten), erst als man ihn danach verwenden durfte, wurde in den Sechzigerjahren auch die Serie Sekai Kakumei Bungaku-Sen (Auswahl von revolutionärer Literatur aus aller Welt) veröffentlicht.

## Zeitschriften, Autoren und Bündnisse

### Proletarische Zeitschriften
- Tanemakuhito (Der Säer)
- Bungei Sensen (Literaturfront)
- Senki (Kriegsflagge)

### Proletarische Schriftsteller und Kritiker
- Takakura Teru (1891–1986), Mitglied der KPJ
- Fujimori Seikichi (1892–1977)
- Hayama Yoshiki (1894–1945)
- Kuroshima Denji (1898–1943)
- Miyamoto Yuriko (1899–1951), Mitglied der KPJ
- Tokunaga Sunao (1899–1958)
- Taniguchi Zentarō (1899–1974), Mitglied der KPJ
- Nakano Shigeharu (1902–1979), Mitglied der KPJ
- Kurahara Korehito (1902–1991), Mitglied der KPJ
- Kobayashi Takiji (1903–1933), Mitglied der KPJ
- Kubokawa Tsurujirō (1903–1974), Mitglied der KPJ
- Kaji Wataru (1903–1982)
- Sata Ineko (1904–1998), Mitglied der KPJ
- Matsuda Tokiko (1905–2004)
- Honjō Mutsuo (1905–1939)
- Umekawa Fumio (1906–1968), Mitglied der KPJ

### Proletarische Literatur-Bündnisse
- Nihon Puroretaria Bungaku Renmei (KOPF)
- Zennihon Musansha Geijutsu Renmei (NAPF)
- Nihon Puroretaria Sakka Dōmei (NARP)